# بنت 17 (فلم)
بنت 17 (بالإنجليزية: The 17 Year Old Girl)، فيلم سينمائي درامي مصري، إنتاج 1958 إخراج: كمال عطية، تأليف: حسين حلمي المهندس تمثيَل : زبيدة ثروت، أحمد رمزي، حسين رياض، زوزو ماضي، عبدالمنعم إبراهيم، وداد حمدي.

## قصة الفيلم
تحب صفاء (زبيدة ثروت) الطالبة بكلية الحقوق زميلها كمال (أحمد رمزي)، ويرغب الاثنان في الزواج، ولكن والدها إبراهيم (حسين رياض) يعارض هذه العلاقة لأن حورية (زوزو ماضي) والدة كمال تدير بيتها للعب القمار، ويحاول جاهداََ قطع الصلة التي تجمع بينهما، تذهب جهود الأب أدراج الرياح لأن الحبيبين متمسكان ببعضهما البعض، فيلجأ الوالد إلى صديقه الدكتور رفعت (محمود ذو الفقار) طالباََ منه التدخل، ولكن رفعت ينصح الأب بألا يقف في طريق ابنته.

## القصة الكاملة
إبراهيم ممتاز (حسين رياض) تاجر خردة، كان يحلم بأن يكون محامياََ مرموقاََ، لكنه فشل. ماتت زوجته وتركت له ابنته صفاء (زبيدة ثروت) ورفض أن يتزوج وتفرغ لتربيتها حتى بلغت الــ 17 عاماََ ودخلت كلية الحقوق لتحقق أمله، وخاف عليها فقيد حريتها، وفرض عليها رقابة، وعاملها كطفلة، ومن خلال صديقتها ديدي (ميرفت) تعرفت على كمال (أحمد رمزي) الطالب بالسنة الثالثة بنفس الكلية واكتشفت أنه قريبها، وعندما علم والدها بهذه المقابلة، منعها من معرفته لأن أمه حورية (زوزو ماضي) تدير منزلها للعب القمار. وبالكلية حاول حمادة (عبدالمنعم إبراهيم) صديق كمال التحرش بصفاء، فتشاجر معه كمال، وتدخل الدكتور رفعت (محمود ذو الفقار) وعاتبهم، وكانت آسمّة (إبتسام) زميلة وصديقة صفاء تراقب الموقف عن بعد، فهى تحب حمادة في صمت. بينما كان صابر (عبد العزيز حمدي)، والد آسمه وصديق إبراهيم ممتاز، متزوجاََ من بطة (وداد حمدي) والتي تصغره بــ 30 عامًا، وتبتزه مادياََ، وتعامل آسمّة بقسوة. أقامت الكلية رحلة للقناطر الخيرية اشترت لها صفاء لأول مرة حامل للصدر و بنطلون، وذهبت للرحلة بطة مع آسمّة. وعندما علم إبراهيم من الخادمة سكينة (ملك الجمل) أن صفاء اشترت بنطلوناََ ذهب وراءها للقناطر، ليكتشف لقاءها بكمال، ومنعها من الاختلاط به مرة أخرى بينما تعرف على الدكتور رفعت، وطلب منه أن يعطى درساََ خصوصياََ لصفاء وأن يرعاها بالكلية، بينما تعرفت بطة على حمادة، وطلبت منه أن يستأجر حجرة السطوح في منزلهم، وأقامت معه علاقة محرمة. أرسل كمال خطاباََ مع آسمّة إلى صفاء وقع في يد والدها الذي عاملها بقسوة، وطلب من الدكتور رفعت التدخل والذي تقابل مع كمال وطلب منه الابتعاد عن صفاء. اعترض كمال على ممارسة والدته حورية للقمار، وتشاجر مع المتقامرين، وأصيب بجرح قطعى بيده ودخل المستشفى، بينما داهم البوليس الشقة وقبض على حورية. زارت صفاء حبيبها كمال في المستشفى، فعاقبها والدها بالضرب، فتركت المنزل وهربت، لتكتشف أن كمال يقيم في حجرة حمادة فوق السطوح ومعهم بطة، فظنت سوءاً بكمال. لجأت صفاء للدكتور رفعت لتعرض نفسها عليه، والذي وافقها مؤقتاََ. شاهد صابر زوجته بطة في أحضان حمادة فضربه وطلقها وعاد لرشده، بينما جمع الدكتور رفعت بين كمال وصفاء ووالدها لتصفية الأجواء بينهما، وأن كمال لا ذنب له بسلوك أمه، وخير صفاء بين اقترانها به أو الاقتران بكمال، وعرفهم على زوجته (مريم فخر الدين) التي كانت على سفر وعادت.

## فريق العمل
- إخراج: كمال عطية
- تأليف: حسين حلمي المهندس
- تمثيل:
  - زبيدة ثروت ... صفاء
  - أحمد رمزي ... كمال
  - حسين رياض ... إبراهيم والد صفاء
  - زوزو ماضي ... حورية ام كمال
  - عبد المنعم إبراهيم ... حمادة
  - وداد حمدي ... بطة
  - عبد العزيز حمدي ... صابر
  - ميرفت ... ديدي
  - ابتسام ... أسمّة
  - محمود ذو الفقار ... د. رفعت
  - فرقة الدراويش
  - حلمي هلالي ... طالب
  - علي عرابي ... طالب
  - عبد المنعم بسيوني ... شوقي
  - أحمد لوكسر ... منير شرطي سري
  - فيفي يوسف ... '
  - ملك الجمل ... سكينة
  - محمد درويش ... الغناء

## اغانى الفيلم
| الأغنية   | الملحن       | المؤلف         | اغناء                     |
| --------- | ------------ | -------------- | ------------------------- |
| الله الله | ابراهيم حسين | مرسي جميل عزيز | محمد درويش، فرقة الدراويش |